# Municipio de Arizpe
El municipio de Arizpe es uno de los 72 municipios del estado mexicano de Sonora, ubicado en la región centro norte del estado en la zona de la Sierra Madre Occidental. Cuenta con 72 localidades dentro del municipio, su cabecera municipal y localidad más poblada es el pueblo homónimo de Arizpe, mientras que otras importantes son: Sinoquipe, Bacanuchi y Chinapa. Fue nombrado por primera vez como municipio en 1813 y según el Censo de Población y Vivienda realizado en 2020 por el Instituto Nacional de Estadística y Geografía (INEGI) el municipio tiene una población total de 2,788 habitantes, el cual posee una superficie de 3,073.17 km². Su producto interno bruto per cápita es de USD 11,012 y su índice de desarrollo humano (IDH) es de 0.8292.
Su territorio limita al norte con el municipio de Cananea, al noreste con el de Bacoachi, al este con el de Nacozari de García, al sureste con el de Cumpas, al sur con el de Banámichi, al suroeste con el de Opodepe, al oeste con el de Cucurpe y al noroeste con el de Ímuris.
Como a la mayoría de los municipios de Sonora, el nombre se le dio por su cabecera municipal.

## Historia como municipio
La región que hoy comprende este municipio era habitada por los ópatas antes de la llegada de los españoles a colonizar esta zona. Fue entonces hasta 1646 cuando los misioneros jesuitas Jerónimo de la Canal e Ignacio Molarja fundaron el pueblo de Arizpe con la categoría de Pueblo de misión mientras evangelizaban a esta etnia. La cláusula VI de la Real Orden de 22 de agosto de 1776, dispuso que el pueblo de Arizpe fuera la capital de las Provincias Internas de Occidente, con jurisdicción sobre la independencia de Arizona, Las Californias, Sonora y Sinaloa y Nueva Vizcaya (hoy Durango y Chihuahua); aquí estuvo también la capital de la Intendencia de Arizpe En 1648 se fundó la misión de San José de Chinapa, funcionando primero como pueblo de visita al de Arizpe.
El 19 de marzo de 1812 al entrar en vigor la constitución española del Cádiz se establecieron los primeros municipios del Estado de Occidente, y no fue hasta un año después en 1813 cuando Arizpe se promulgó como municipio independiente junto a otros 15 municipios. Al siguiente año en 1814 el Rey Fernando VII disolvió éstos municipios. En septiembre de 1824, después de la independencia de México y que las autoridades de esta zona juraran lealtad, se cambió la residencia de los poderes a El Fuerte, Sinaloa; el 31 de octubre de 1825 se restableció la Constitución y Arizpe no fue renombrado municipio ya que no cumplía con los al menos tres mil habitantes que requería para el nombramiento. 6 años después en 1831 por la nueva constitución se determinó que el estado se dividiera en partidos, se crearon 8 partidos entre ellos el Partido de Arizpe, el 13 de abril de 1832 por tercera orden, se dispuso que se volviera la capital a Arizpe, perdurando como capital hasta fines de 1838 poniendo como sucesor a Ures, en 1837 la división estatal se conformó de distritos planeada por el acuerdo de la Junta departamental, y de igual manera se creó el Distrito de Arizpe, y así perduró hasta 1914 cuando el 21 de noviembre de ese año el gobernador provisional constitucionalista Benjamín Hill decretó la abolición de los distritos como parte del proceso de formación del municipio libre durante la Revolución Mexicana y se fue gestionando la estructura de los gobiernos locales. El 15 de septiembre de 1917 se nombró a Arizpe como municipio libre junto a otros 66 más, y fue dirigido por un presidente municipal y cuatro regidores, se conservó sólo para efectos políticos, electorales y asuntos de hacienda la división de distritos antes abolida, y el Distrito de Arizpe se conformó por los municipios de: Aconchi, Agua Prieta, Bacoachi, Baviácora, Cananea, Fronteras, Huépac, San Felipe, Naco y Banámichi. En 1930 los municipios de Banámichi y Baviácora fueron suprimidos debido a los pocos ingresos que generaban y sus localidades formaron parte del municipio de Arizpe hasta el 13 de mayo de 1931 cuando fueron rehabilitados como municipios independientes de vuelta, y así se mantienen hasta la actualidad.

## Geografía
El municipio está ubicado al centro-norte del estado de Sonora, se localiza en el paralelo 30°20' de latitud norte y a los 110°09' de longitud oeste del meridiano de Greenwich, a una altitud mínima de 700 metros sobre el nivel del mar y una máxima de 2,300. Colinda al norte con el municipio de Cananea, al noreste con el de Bacoachi, al este con el de Nacozari de García, al sureste con el de Cumpas, al sur con el de Banámichi, al suroeste con el de Opodepe, al oeste con el de Cucurpe y al noroeste con el de Ímuris.

### Límites municipales
Tiene límites administrativos con los siguientes municipios según su ubicación:
| Noroeste: Ímuris  | Norte: Cananea | Nordeste: Bacoachi       |
| Oeste: Cucurpe    |                | Este: Nacozari de García |
| Suroeste: Opodepe | Sur: Banámichi | Sureste: Cumpas          |

Posee una superficie de 3,073.17 kilómetros cuadrados que representan el 1.7% del total estatal y el 0.14% del nacional.

### Clima
El Municipio de Arizpe cuenta con un clima seco y semicálido, con una temperatura media mensual máxima de 28.9 °C en los meses de julio y agosto; y una media mensual mínima de 11.4 °C en los meses de febrero y marzo; y una temperatura media anual de 20.1 °C. Las lluvias se tienen en verano en los meses de julio y agosto con una precipitación media anual de 421.5 milímetros. Ocasionalmente se presentan heladas de noviembre a febrero.

### Topografía
En la región oeste del municipio se encuentra la sierra San Antonio, hacia el este la sierra El Carmen y por el norte penetra hacia el extremo sur de la sierra El Manzanal. Se tienen áreas menos accidentadas hacia el centro del municipio sobre las vegas de los ríos Bacanuchi y Sonora.

### Hidrografía
El río Sonora atraviesa al municipio y nace en Ojo de Agua de Arvayo en Cananea, con un caudal continuo y permanente que va a desembocar a la presa Abelardo L. Rodríguez; el río Bacanuchi nace en Milpillas, Municipio de Cananea y desemboca en el río Sonora; los arroyos más importantes son: Piedras de Lumbre, Cuevas, San Cristóbal, Agua Caliente, Basochuca, Toro Muerto, Nogalitos. Se cuenta con la presa La Cieneguita y dos represos para ser aprovechados en terrenos de agostadero.

### Flora y fauna
La vegetación de bosque de encino es existente en el municipio, está localizada en las cercanías de la sierra de San Antonio y sierra El Carmen; una gran extensión de territorio municipal está cubierta de pastizales (natural e inducido). Hacia la parte centro y sur la vegetación característica está constituida por matorral tropical, vara dulce, copales, nopales, uña de gato y garambullo. Sobre la ribera del río Sonora se dedican pequeñas áreas a la agricultura, en el noreste del municipio existen áreas de matorral espinoso.
En el municipio existen las siguientes de animales de:
- Anfibios: sapo, rana;
- Reptiles: tortuga de río, tortuga de monte, cachorón, cachora, coralillo falso, víbora de cascabel, lagartija y camaleón.
- Mamíferos: venado cola blanca, puma, lince, coyote, jabalí, mapache, liebre, conejo, zorra gris, ardilla y ratón de campo.
- Aves: lechuza, tecolote, cuervo, zopilote, pato prieto, gavilán gris, aguililla cola roja y paloma.

## Demografía
De acuerdo a los resultados del Censo de Población y Vivienda realizado en 2020 por el Instituto Nacional de Estadística y Geografía (INEGI), la población total del municipio es de 2,788 habitantes; con una densidad poblacional de 0.90 hab/km², y ocupa el puesto 37° en el estado por orden de población. Del total de pobladores, 1,446 son hombres y 1,342 son mujeres. En 2020 había 1555 viviendas, pero de estas 968 viviendas estaban habitadas, de las cuales 265 estaban bajo el cargo de una mujer. Del total de los habitantes, 3 personas mayores de 3 años (0.11% del total municipal) habla alguna lengua indígena; mientras que 5 habitantes (0.18%) se consideran afromexicanos o afrodescendientes.
El 94.51% del municipio pertenece a la religión católica, el 4.05% es cristiano evangélico/protestante o de alguna variante y el 0.18% es de otra religión, mientras que el 1.18% no profesa ninguna religión.

### Educación y salud
Según el Censo de Población y Vivienda de 2020; 18 niños de entre 6 y 11 años (0.65% del total), 12 adolescentes de entre 12 y 14 años (0.43%), 79 adolescentes de entre 15 y 17 años (2.83%) y 13 jóvenes de entre 18 y 24 años (0.47%) no asisten a ninguna institución educativa. 61 habitantes de 15 años o más (2.19%) son analfabetas, 66 habitantes de 15 años o más (2.37%) no tienen ningún grado de escolaridad, 404 personas de 15 años o más (14.49%) lograron estudiar la primaria pero no la culminaron, 106 personas de 15 años o más (3.8%) iniciaron la secundaria sin terminarla, teniendo el municipio un grado de escolaridad de 8.13.
La cantidad de población que no está afiliada a un servicio de salud es de 694 personas, es decir, el 24.89% del total municipal, de lo contrario, el 75.04% sí cuenta con un seguro médico ya sea público o privado. En el territorio, 333 personas (11.94%) tienen alguna discapacidad o límite motriz para realizar sus actividades diarias, mientras que 38 habitantes (1.36%) poseen algún problema o condición mental.

### Localidades
El municipio se divide en 72 localidades actualmente:
| Localidad                   | Población |
| Total Municipio             | 2.788     |
| Arizpe                      | 1,666     |
| Sinoquipe                   | 390       |
| Bacanuchi                   | 183       |
| Chinapa                     | 139       |
| Tahuichopa                  | 80        |
| Bamori                      | 76        |
| Buenavista                  | 62        |
| El Molino de Bacanuchi      | 28        |
| La Nueva Colonia de Chinapa | 13        |
| Basochuca                   | 12        |

- Otras pequeñas localidades también son: El Derrumbadero, El Álamo, La Bolita, Comatero, La Galera, entre otras.[15]

## Gobierno
La sede del gobierno municipal yace en el poblado de Arizpe donde se encuentra el palacio municipal. El ayuntamiento está integrado por un presidente municipal, un síndico, 3 regidores de mayoría relativa y 2 de representación proporcional, y es auxiliado por delegados de las localidades.
El municipio pertenece al II Distrito Electoral Federal de Sonora con sede en la ciudad de Nogales y al VI Distrito Electoral de Sonora con sede en Cananea.

### Subdivisión política
Según la Ley de Orden Orgánico del Estado de Sonora, el municipio para su administración, se divide en 3 comisarías, enlistadas a continuación en orden alfabético:
- Bacanuchi
- Chinapa
- Sinoquipe

### Cronología de presidentes municipales
| Presidente municipal                 | Período               | Partido político | Notas                                        |
| Francisco Gabriel Serrano Bustamante | 1991–1994             | PRI              |                                              |
| Ignacio Pesqueira Taylor             | 1994–1997             | PRI              |                                              |
| Juan Manuel Montijo Ortiz            | 1997–2000             | PRI              |                                              |
| Flavio Romero Ruiz                   | 2000–2003             | PRI              |                                              |
| Enrique Pesqueira Pellar             | 16-09-2003–15-09-2006 | PAN              |                                              |
| Héctor Alvarado Morales              | 16-09-2006–15-09-2009 | PAN              |                                              |
| Raymundo Pesqueira Bustamante        | 16-09-2009–15-09-2012 | PAN              |                                              |
| Vidal Guadalupe Vázquez Chacón       | 16/09-2012–15-09-2015 | PAN Panal        |                                              |
| Mario Alberto Castro Acosta          | 16-09-2015–15-09-2018 | PRI PVEM Panal   | Coalición "Por un Gobierno Honesto y Eficaz" |
| Lucía de Guadalupe Serrano Acuña     | 16-09-2018–15-09-2021 | PRI PVEM Panal   | Coalición "Todos por Sonora"                 |
| Alma Isela Medina Maldonado          | 16-09-2021–15-09-2024 | Morena           |                                              |
| Dulce Griselda Alvarado Morales      | 16-09-2024–           | PAN PRI PRD      |                                              |